# Oud-Amelisweerd
Landhuis Oud-Amelisweerd is een buitenplaats en ridderhofstad bij Bunnik in de Nederlandse provincie Utrecht. Het vormt samen met het koetshuis en de tuin het complex Historische Buitenplaats Oud-Amelisweerd. Samen met Nieuw-Amelisweerd vormt het de landgoederen Amelisweerd.

## Geschiedenis van het landhuis
In de 13e eeuw werd ridder Amelis door de proosdij van Oudmunster met een waard bij Bunnik beleend. In het Latijn werd hij Amelis de Insula genoemd, wat Amelis uit de Weerd betekent. In 1227 wordt hij vermeld onder de ministerialen van bisschop Otto van Lippe van Utrecht.
Later werd deze waard in twee delen verdeeld, Oud-Amelisweerd en Nieuw-Amelisweerd of Groenewoude.
In 1394 werd Herman van Wulven uit het geslacht van Lockhorst met Oud-Amelisweerd beleend, en in 1423 diens zoon Hendrik. Omdat deze ongehuwd overleed erfde Lutgard van Buren, dochter van zijn zuster Clementia en Balthazar van Buren, het leengoed. Lutgard trouwde met Jan van Renesse die in 1453 met het goed werd beleend.
Diens erfgenaam, ook Jan van Renesse geheten, was de eigenaar toen het huis in 1537 door de Staten van Utrecht als ridderhofstad werd erkend.
Na 130 jaar in het bezit te zijn geweest van het geslacht van Renesse kwam Oud-Amelisweerd in 1583 in het bezit van Amelis Utenengh. Zijn zoon Cornelis droeg het goed over aan Paschina d'Edel, weduwe van Jacob van Hove von Zijll. Toen haar zoon Jacob kinderloos overleed, werd het goed in 1649 aan Huibert van Buren toegewezen.
In het Rampjaar 1672 werd het huis door de troepen van Lodewijk XIV van Frankrijk verwoest. Vanaf die tijd waren er slechts de fundamenten van de oude hofstad, een koepel en een onaanzienlijk huis over.
In 1725 kwam het goed toe aan Jacob Johan van Delen. Bij diens overlijden erfde zijn echtgenote Oud-Amelisweerd.
In 1760 kwam het toe aan haar zwager Gerard Arnoud Hasselaar, burgemeester van Amsterdam. Twee maanden later schonk deze het aan zijn schoonzoon Gerard Godard Taets van Amerongen. Deze liet een brug over de Kromme Rijn aanleggen en herstructureerde het landgoed tot een park met uitgebreide tuinen. Deze structuur is tegenwoordig nog terug te vinden. In 1770 bouwde hij het landhuis Oud-Amelisweerd als zomerverblijf.
Zijn zoon Gerard Arnoud verkocht Oud-Amelisweerd in 1808 aan Lodewijk Napoleon, koning van Holland. Die verbleef alleen in september 1808 tien dagen in het huis en na ruim één jaar verkocht hij zijn bezitting aan Jan Pieter van Wickevoort Crommelin, staatsraad en kanselier van het koninkrijk. In 1811 verkocht deze het huis aan Paulus Wilhelmus Bosch van Drakestein, burgemeester van Utrecht.
Ten slotte werd het goed in 1951 door de familie Bosch van Oud Amelisweerd aan de gemeente Utrecht verkocht. Het landhuis Oud-Amelisweerd werd tot 1989 particulier bewoond, waarna het Centraal Museum het pand beheerde tot 2012.

## Museum Oud-Amelisweerd
Vanaf 31 augustus 2012 werd het landhuis beheerd door de Stichting Museum Oud Amelisweerd (MOA). In het voorjaar van 2014 volgde de openstelling van de historische buitenplaats van het gelijknamige landgoed voor het publiek. Het ensemble van landhuis, koetshuis en tuin behoort tot de top-100 van de rijksmonumenten in Nederland. Het landhuis is omringd door een parklandschap dat is aangelegd in de geest van de Verlichting. 
Het museum toonde drie collecties in samenhang: de breedste en grootste collectie werken van Armando, de historische buitenplaats Oud Amelisweerd en unieke Chinese en andere historische behangsels. Deze drie collecties werden verbonden door het centrale thema van MOA: de verhouding van mens en natuur. MOA ontving op 22 mei 2016 de prestigieuze prijs voor cultureel erfgoed de Europa Nostra Award in de categorie 'Outstanding achievements in the conservation, enhancement and adaptation to new uses of cultural heritage'. In 2018 is museum MOA gesloten omdat het onvoldoende rendabel was en Armando zijn collectie had teruggetrokken. De gemeente Utrecht die het pand in eigendom heeft, zocht naar een nieuwe bestemming voor het gebouw.

## Pop-Up Museum – Huis Doorn
In juni 2019 kreeg het gebouw een nieuwe bestemming. Op initiatief van museum Huis Doorn, gesteund door Kasteel de Haar, Slot Zuylen en Kasteel Amerongen is het pop-upmuseum Oud-Amelisweerd geopend. Het museum toont objecten uit de depots van de Utrechtse kasteelmusea, samen met moderne kunst in wisselende tentoonstellingen. 

## Stichting Landhuis Oud Amelisweerd 2021
Vanaf augustus 2021 is Landhuis Oud Amelisweerd weer geopend, als nieuw podium voor exposities op het gebied van hedendaagse kunst, wetenschap en geschiedenis. 
Stadsherstel Utrecht, eigenaar van onder andere Gasthuis Leeuwenbergh, de Zeven Steegjes en Molenerf De Ster is erfpachter van Gemeente Utrecht voor de komende 10 jaar. Voor het samenstellen van het programma is Stichting Landhuis Oud Amelisweerd in het leven geroepen. Deze stichting werkt nauw samen met Utrechtse instellingen en zorgt ervoor dat het Rijksmonument toegankelijk is voor publiek.    
Tentoonstellingen Stichting Landhuis Oud Amelisweerd    
2021 
Class of 2021 i.s.m. HKU Fashion Design 
Nieuw Land, Nieuw Huis  i.s.m. Galatea Foundation 
Pannenkoek én Appeltaart?!  i.s.m. Kunstuitleen Utrecht      
2022 
Amie Dicke - Solo i.s.m. Centraal Museum Utrecht  
Gardening Amelisweerd i.s.m. Creative Coding Utrecht 
Recycling the Image i.s.m. HKU Fine Arts 
Marijke van Warmerdam - Then, Now, and Then i.s.m. Centraal Museum Utrecht  
Care Full i.s.m. Art Utrecht     
Artist-in-Residence - Janneke Kornet / De Moes van Amelisweerd
2023      
Hannah van Bart - Solo i.s.m. Centraal Museum Utrecht     
Claudy Jongstra - Serie of Stins te zien bij De Veldkeuken      
Growing Structures i.s.m. HKU Fine Arts     
Han Schuil - Solo i.s.m. Centraal Museum Utrecht     
Madelon Hooykaas - Resonance

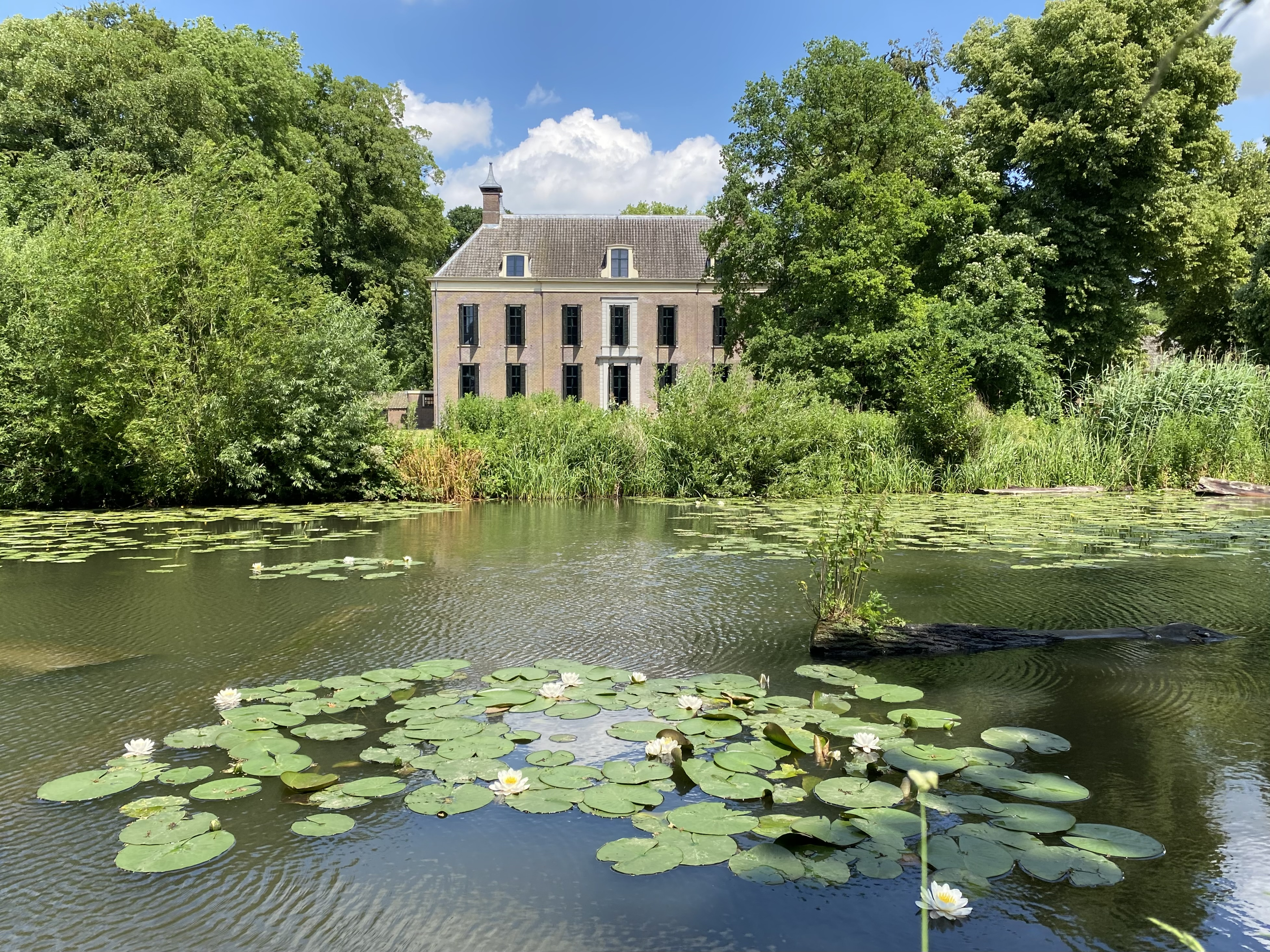
Landhuis Oud Amelisweerd

Artist-in-Residence - Dewi Vingerling en Edo Verhoeff / Intertwined Phenomena

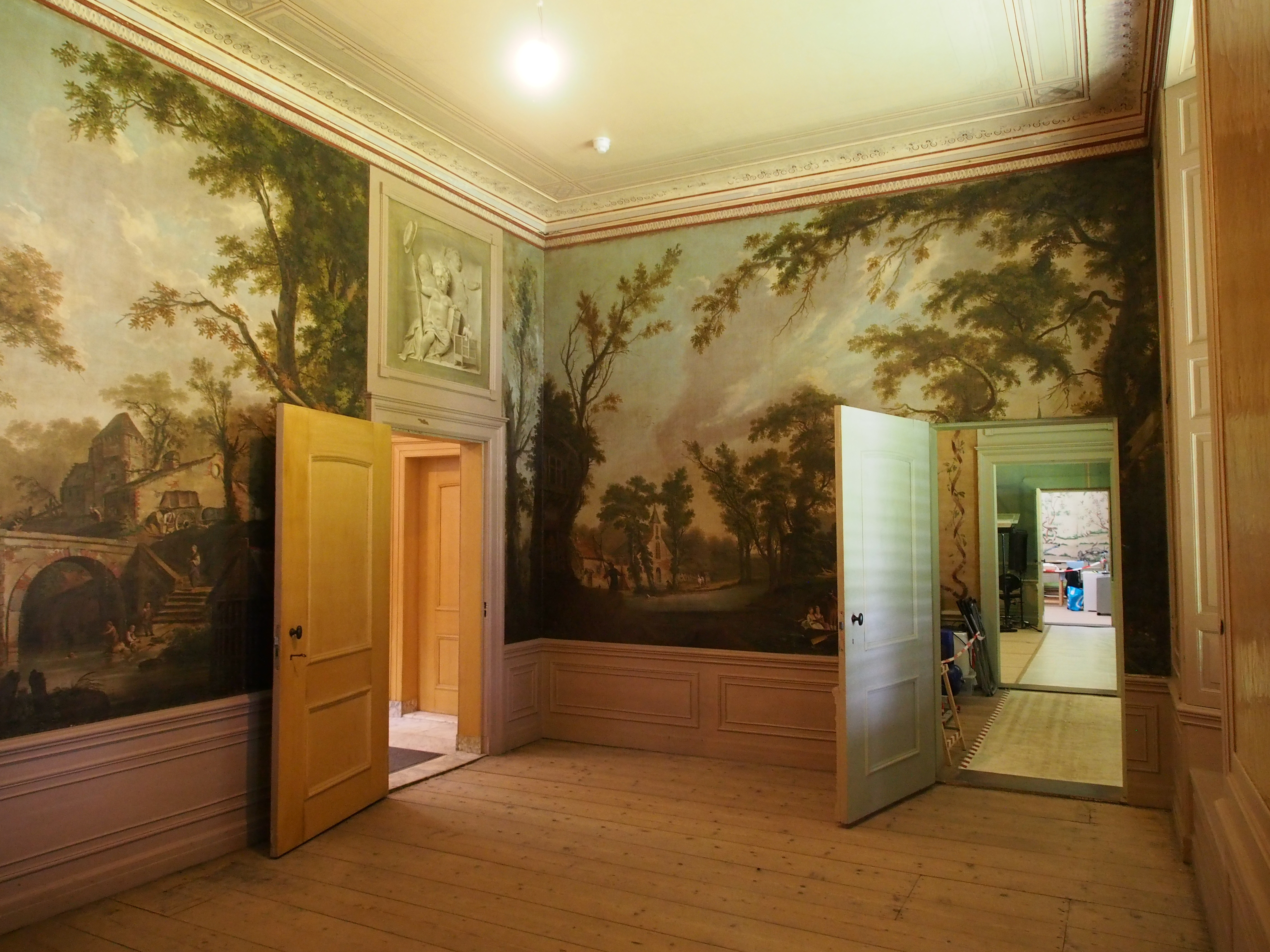
doorkijkje tijdens behangrestauratie
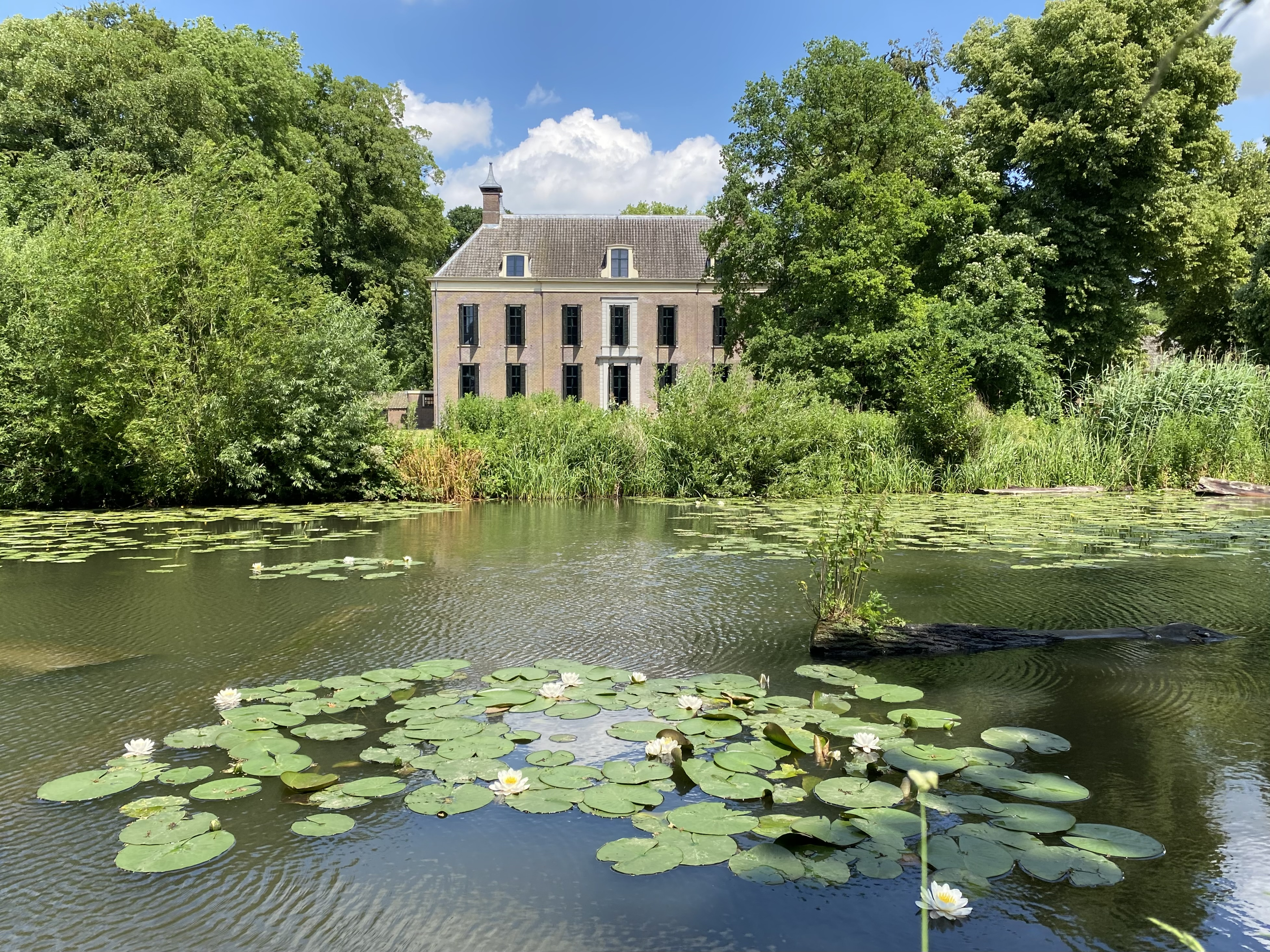
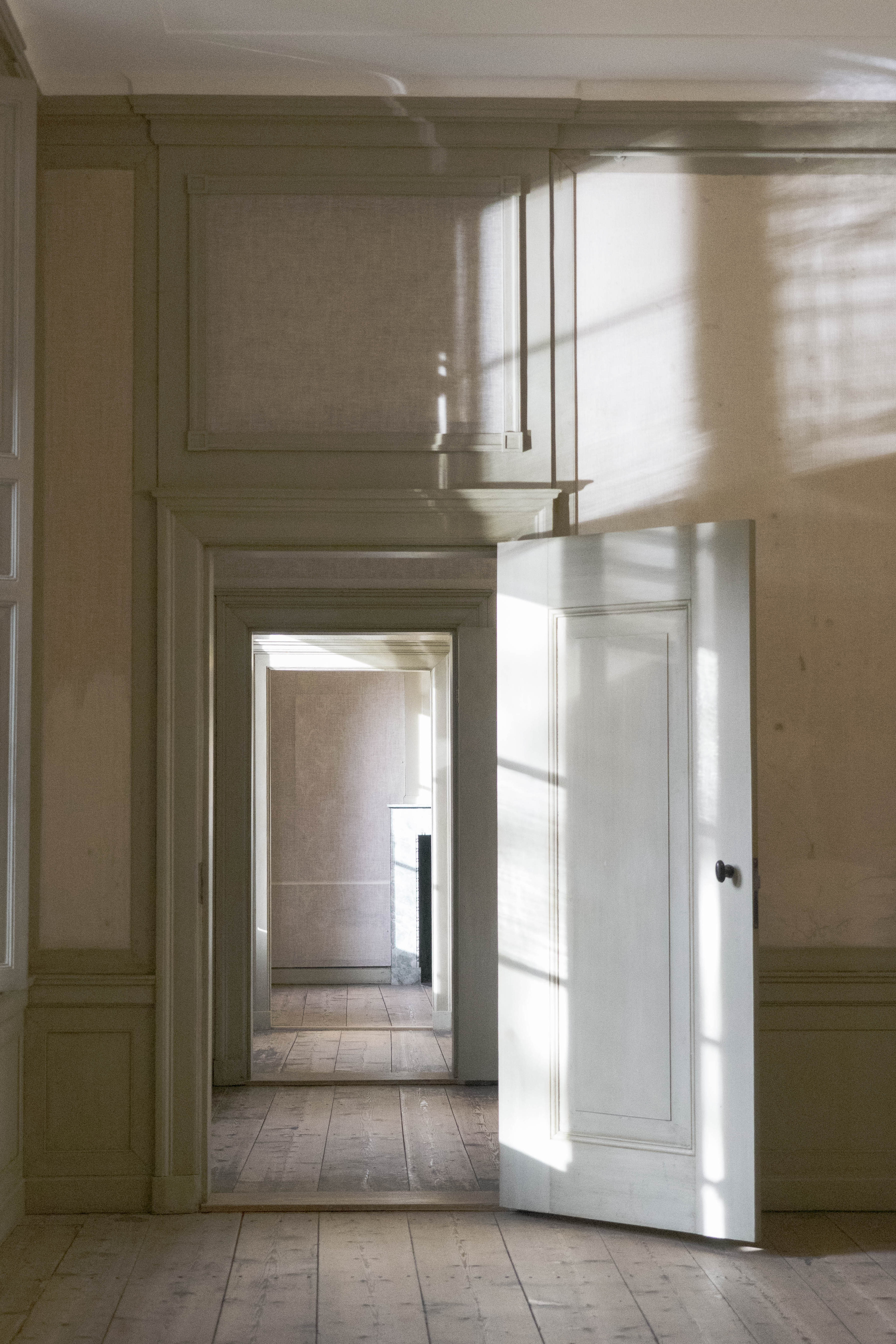

Kasteel Ter Aa (Breukelen) ·
Aastein ·
Slot Abcoude ·
Amaliastein ·
Nieuw-Amelisweerd ·
Oud-Amelisweerd ·
Kasteel Amerongen ·
Kasteel Batestein (Harmelen) ·
Kasteel Batestein (Vianen) · 
De Beest ·
Bergestein ·
Beverweerd ·
Blasenburg ·
Blikkenburg ·
Blommesteyn ·
Bolenstein ·
Bolsweerd ·
Bottestein ·
Kasteel Broekhuizen ·
Bruinenburg ·
Huis Cammingha ·
Clarenborg ·
Coelhorst ·
De Batau ·
Dompselaer ·
Huis Doorn ·
Drakenburg (kasteel) ·
Drakensteyn ·
Kasteel Duurstede ·
Huis Ter Eem ·
Eijkelenburg ·
Emmickhuizen ·
Den Engh ·
Essenstein ·
Everstein (Everdingen) ·
Everstein (Jutphaas) ·
Den Eyck ·
Galesloot ·
Kasteel Geerestein ·
Gildenborgh ·
Kasteel Ten Goye ·
Grauwert ·
Grijpestein ·
Groenestein (Langbroek) ·
Kasteel Groeneveld (Baarn) ·
Groenewoude (Woudenberg) ·
Gunterstein ·
Kasteel de Haar ·
Kasteel Hagestein ·
Hamtoren ·
Kasteel Hardenbroek ·
Huis Harmelen ·
Ridderhofstad Heemstede ·
Kasteel Heemstede ·
Heimenberg ·
Heimerstein ·
Huis Herlaar ·
Ter Heul ·
Heulestein ·
Hindersteyn ·
Kasteel Ter Horst (Achterberg) ·
Isselt ·
Kasteel IJsselstein ·
Jagenstein ·
Kersbergen ·
Killestein ·
Kronenburg (kasteel) ·
Kasteel Levendaal ·
Lichtenberg (Woudenberg) ·
Lievendaal (Amerongen) ·
Landgoed Linschoten ·
Kasteel Linschoten ·
Lockhorst ·
Kasteel Loenersloot ·
Kasteel Lunenburg ·
Huis Maarsbergen ·
Marckenburg ·
Ter Meer ·
Ter Mey (Haarzuilens) ·
Huis te Mijdrecht ·
Huis te Mijnden ·
Kasteel Moersbergen ·
Kasteel Montfoort ·
Natewisch ·
Te Nesse ·
Kasteel Nijenrode ·
Nijenstein ·
Nijeveld ·
Noordwijk (Langbroek) ·
Huis te Oosterwijk ·
Oostwaard (Utrecht) ·
Op de Bol ·
Oud-Broekhuizen ·
Ridderhofstad Oudaan ·
Huis Oudegein ·
Oudenhorst ·
Plettenburg (kasteel) ·
Huis De Polle ·
Prattenburg ·
Kasteel Putkop ·
Randenbroek (park) ·
Remmerstein ·
Kasteel Renswoude ·
Rhijnauwen ·
Kasteel Rhijnestein ·
Huis Riebeek ·
Kasteel Rijnenburg ·
Rijnestein ·
Rijneveld ·
Kasteel Rijnhuizen ·
Rijningen ·
Huis Rijnsweerd ·
Rijpickerwaard · 
Kasteel Rijsenburg ·
De Roetert ·
Rumelaar ·
Kasteel Ruwiel ·
Royestein ·
Kasteel Sandenburg ·
Kasteel Schalkwijk ·
Kasteel Schonauwen ·
Schurenburg ·
Snaafburg ·
Snellenburg ·
Paleis Soestdijk ·
Steenhuis (Lopik) ·
Kasteel Sterkenburg ·
Stormerdijk ·
Landgoed Stoutenburg ·
Ten Massche ·
Valkenburg (Rhenen) ·
Huis te Velde ·
Kasteel Veldenstein ·
Hofstede te Vliet ·
Huis te Vleuten ·
Huis te Vliet (Lopik) ·
Huis te Vliet (Oudewater) ·
Vogelpoel ·
Huis te Voorn ·
Vredelant ·
Vronestein ·
Vuijlcop ·
Kasteel Walenburg ·
Wayenstein (Amerongen) ·
Kasteel Weerdenburg ·
Weerdesteyn ·
Weerestein ·
Hof ter Weyde ·
Wickenburgh ·
Wijnestein ·
Wiltenburg (Utrecht) ·
Kasteel van Woerden ·
Huis Woudenberg ·
Huis te Woudenberg (I) ·
Huis te Woudenberg (II) ·
Wulven ·
Kasteel Oud-Wulven ·
Wulvenhorst ·
Slot Zeist ·
Kasteel Zuilenburg ·
Zuileveld ·
Slot Zuylen ·
Huis Zuylenstein